# Šarközi
Šarközi je česká folk-rocková skupina pojmenovaná podle její hlavní představitelky, písničkářky Katky Šarkozi.
Skupina vznikla v roce 1996 v Praze. Kromě Katky Šarkozi (kytara) v ní hrála Klára Valentová (housle) a Petr Vizina (bicí). Spolu s hostujícím baskytaristou Alexejem Charvátem a s producentskou pomocí Petera Bindera nahráli desku Naklání se čas (2000), kterou pokřtila Dagmar Andrtová-Voňková.
Poté došlo k personálním změnám a druhé album Magorie (2003) Katka Šarkozi nahrála s Alexejem Charvátem, Josefem Štěpánkem a Jakubem Zítkem a poté založila novou skupinu Katka Šarközi & Magorie Band, která hraje ve složení
- Katka Šarkozi — zpěv, kytara
- Josef Štěpánek — elektrická kytara
- Beata Hlavenková — fender piano
- Jan Lstibůrek — baskytara
- Roman Vícha — bicí

## Alba
- 2000 — Naklání se čas (Indies records); nahráli:
  - Katka Šarkozi — zpěv, akustická kytara
  - Klára Valentová — zpěv, housle
  - Petr Vizina — bicí
  - hosté: Renda Pařez — elektrická kytara, Peter Binder — elektrická kytara, klávesy, Alexej Charvát — baskytara, Pavel Križovenský — flétna

- 2003 — Magorie (Indies records); nahráli:
  - Katka Šarkozi — zpěv, akustická kytara, elektrická kytara
  - Alexej Charvát — baskytara, kontrabas, loops, programování bicích nástrojů
  - Josef Štěpánek — elektrická kytara, akustická kytara
  - Jakub Zítko — hammondky
  - hosté: Beata Hlavenková — Fender Rhodes, Jaromír Honzák — kontrabas, Peter Binder — elektrická kytara, Renda Pařez — elektrická kytara, Radek Pobořil — harmonika, Ondřej Pivec — klávesy, Martin Kumžák — klávesy, František Kučera — trubka, Luboš Holzer — noňofo, Josef Vondráček — kravské rohy, brumle a hráči Pražské komorní filharmonie